# Volodymyr Barilko
Volodymyr Volodymyrovyč Barilko (in ucraino Володимир Володимирович Барілко?; Charkiv, 29 gennaio 1994) è un ex calciatore ucraino, di ruolo attaccante.

## Carriera

### Club
Tra il 2011 ed il 2017 ha giocato nella prima divisione ucraina con le maglie di Metalist e Čornomorec', per complessive 25 presenze ed una rete in questa categoria; nella stagione 2014-2015 ha inoltre anche giocato una partita in Europa League con il Metalist, arrivando quindi grazie anche ad una presenza in Coppa d'Ucraina ad un totale complessivo di 27 presenze ed una rete in carriera fra tutte le competizioni ufficiali per club. Si è ritirato dall'attività agonistica nel 2017, all'età di 23 anni.

### Nazionale
Nel 2013 ha giocato una partita con la nazionale ucraina Under-19. Tra il 2014 ed il 2015 ha giocato 7 partite e realizzato una rete con la maglia della nazionale Under-21.